# Valico di San Floriano
Il valico di San Floriano è un valico di frontiera fra l'Italia e la Slovenia, nell'area del Collio. 
Collega il comune di San Floriano del Collio (nell'ex provincia di Gorizia) con Colmo (Hum) (località nel comune di Collio).

## Descrizione
Il valico è detto di San Floriano, dal nome della località posta a pochi chilometri a sud est dal confine di stato, nonché capoluogo comunale. Il nome sloveno deriva dalla località di Colmo, posto a nord del valico stesso. Il valico è posizionato in una zona collinare, nei pressi di Sovenza, località, di fatto, tagliata in due dal confine.
Dal lato italiano vi termina la SR GO17, che permette di raggiungere Oslavia e poi Gorizia. Poco distante dal confine vi è anche la diramazione verso San Floriano. La strada che vi giunge dalla Slovenia si diparte a Bergalot in due direzioni: una, verso nord, che la collega con Colmo, e una verso ovest, che porta a Cerò di Sopra.
Il valico è caratterizzato da traffico locale, ma anche turistico, volto a collegare il versante italiano e quello sloveno del Collio.

## Storia
Il valico è sorto nel 1947, a seguito della modifica del confine orientale dell'Italia, disegnata dal trattato di Parigi. Fino al 1991 il valico divideva l'Italia dalla Jugoslavia, a cui subentrò, in seguito, la neoindipendente Repubblica di Slovenia. Era un valico di seconda categoria, ovvero poteva essere superato dalle persone dotate di apposito lasciapassare, che era concesso ai soli residenti in aree nei pressi del confine tra i due Paesi.
Nel 2004, con l'entrata della Slovenia nell'Unione Europea, non rientrò, comunque, tra i valichi minori, individuati dalla commissione italo-slovena, nei quali sarebbe stato consentito il passaggio anche con la carta d'identità. L'accesso al valico, con la carta d'identità, venne consentito solo dal 1º febbraio 2007.
Con l'entrata della Slovenia nell'area Schengen, il 21 dicembre 2007, l'accesso al valico è stato liberalizzato. In tale occasione venne organizzata un'apposita manifestazione celebrativa. Anche negli anni successivi la data di liberalizzazione del transito fu occasione per momenti celebrativi. Nel novembre del 2010 vennero eliminate alcune delle strutture presenti sul lato italiano.Nel 2012 si provvide allo smantellamento definitivo di tutte le strutture rimaste sul valico.
Dall'11 marzo 2020 le autorità slovene, al fine di prevenire un aumento del numero dei contagi da COVID-19, stante la situazione italiana, decidono di incrementare i controlli sanitari al confine, lasciando aperti solo i valichi più importanti. Il valico viene perciò chiuso provvisoriamente alla circolazione, fino al 15 giugno successivo.
Dal 29 marzo 2021 il valico viene nuovamente chiuso, per la recrudescenza dell'epidemia in Slovenia, dopo che nei giorni precedenti ne era già stata limitata l'apertura oraria. Il 28 aprile successivo il valico viene riaperto.